# Schizonycha katangana
Schizonycha katangana är en skalbaggsart som beskrevs av Louis Burgeon 1946. Schizonycha katangana ingår i släktet Schizonycha och familjen Melolonthidae. Inga underarter finns listade i Catalogue of Life.